# Мъртвите не умират
„Мъртвите не умират“ (на английски: The Dead Don't Die) е американски филм от 2019 година, хорър комедия на режисьора Джим Джармуш по негов собствен сценарий.
Филмът е черна комедия на абсурда, в която няколко полицаи и други жители на изолирано градче се опитват без успех да спрат постепенно усилващо се нападение на зомбита. Главните роли се изпълняват от Бил Мъри, Адам Драйвър, Том Уейтс, Клои Севини, Тилда Суинтън.
„Мъртвите не умират“ е номиниран за наградата „Златна палма“.